# Championnat du monde féminin de vitesse
Le Championnat du monde de vitesse féminin est le championnat du monde de vitesse individuelle organisé annuellement par l'UCI dans le cadre des Championnats du monde de cyclisme sur piste.

## Historique
Cette épreuve est la première épreuve féminine, en même temps que la poursuite, à être intégrée aux Championnats du monde de cyclisme sur piste en 1958. En 1988 et en 1992, le championnat du monde a été remplacé par l'épreuve olympique qui décerne le titre et le maillot arc-en-ciel pour une année.

## Palmarès
| Édition | Or                                        | Argent                                    | Bronze                                    |
| ------- | ----------------------------------------- | ----------------------------------------- | ----------------------------------------- |
| 1958    | Galina Ermolaeva (URS)                    | Valentina Maksímova (URS)                 | Jean Dunn (GBR)                           |
| 1959    | Galina Ermolaeva (URS)                    | Valentina Maksímova (URS)                 | Jean Dunn (GBR)                           |
| 1960    | Galina Ermolaeva (URS)                    | Valentina Panfilova (URS)                 | Jean Dunn (GBR)                           |
| 1961    | Galina Ermolaeva (URS)                    | Valentina Panfilova (URS)                 | Jean Dunn (GBR)                           |
| 1962    | Valentina Savina (URS)                    | Irina Kiritchenko (URS)                   | Jean Dunn (GBR)                           |
| 1963    | Galina Ermolaeva (URS)                    | Irina Kiritchenko (URS)                   | Valentina Savina (URS)                    |
| 1964    | Irina Kiritchenko (URS)                   | Galina Ermolaeva (URS)                    | Gisèle Caille (FRA)                       |
| 1965    | Valentina Savina (URS)                    | Galina Ermolaeva (URS)                    | Karin Stüwe (GDR)                         |
| 1966    | Irina Kiritchenko (URS)                   | Valentina Savina (URS)                    | Heidi Blobner (GDR)                       |
| 1967    | Valentina Savina (URS)                    | Irina Kiritchenko (URS)                   | Galina Ermolaeva (URS)                    |
| 1968    | Alla Baguiniantz (URS)                    | Irina Kiritchenko (URS)                   | Galina Ermolaeva (URS)                    |
| 1969    | Galina Tsareva (URS)                      | Galina Ermolaeva (URS)                    | Irina Kiritchenko (URS)                   |
| 1970    | Galina Tsareva (URS)                      | Galina Ermolaeva (URS)                    | Valentina Savina (URS)                    |
| 1971    | Galina Tsareva (URS)                      | Galina Ermolaeva (URS)                    | Iva Zajíčková (TCH)                       |
| 1972    | Galina Ermolaeva (URS)                    | Minie Brinkhoff (NED)                     | Sheila Young (USA)                        |
| 1973    | Sheila Young (USA)                        | Iva Zajíčková (TCH)                       | Galina Ermolaeva (URS)                    |
| 1974    | Tamara Piltsikova (URS)                   | Sue Novara (USA)                          | Galina Tsareva (URS)                      |
| 1975    | Sue Novara (USA)                          | Iva Zajíčková (TCH)                       | Sheila Young (USA)                        |
| 1976    | Sheila Young (USA)                        | Sue Novara (USA)                          | Iva Zajíčková (TCH)                       |
| 1977    | Galina Tsareva (URS)                      | Sue Novara (USA)                          | Iva Zajíčková (TCH)                       |
| 1978    | Galina Tsareva (URS)                      | Sue Novara (USA)                          | Iva Zajíčková (TCH)                       |
| 1979    | Galina Tsareva (URS)                      | Truus van der Plaat (NED)                 | Sue Novara (USA)                          |
| 1980    | Sue Novara (USA)                          | Galina Tsareva (URS)                      | Claudia Lommatzsch (FRG)                  |
| 1981    | Sheila Young (USA)                        | Claudine Vierstraete (BEL)                | Claudia Lommatzsch (FRG)                  |
| 1982    | Connie Paraskevin (USA)                   | Sheila Young (USA)                        | Claudia Lommatzsch (FRG)                  |
| 1983    | Connie Paraskevin (USA)                   | Claudia Lommatzsch (FRG)                  | Isabelle Nicoloso (FRA)                   |
| 1984    | Connie Paraskevin (USA)                   | Erika Salumäe (URS)                       | Zhou Syuine (PRK)                         |
| 1985    | Isabelle Nicoloso (FRA)                   | Connie Paraskevin (USA)                   | Natalya Krushelnytska (URS)               |
| 1986    | Christa Rothenburger (GDR)                | Erika Salumäe (URS)                       | Connie Paraskevin (USA)                   |
| 1987    | Erika Salumäe (URS)                       | Christa Rothenburger (GDR)                | Connie Paraskevin-Young (USA)             |
| 1988    | Épreuve remplacée par les Jeux olympiques | Épreuve remplacée par les Jeux olympiques | Épreuve remplacée par les Jeux olympiques |
| 1989    | Erika Salumäe (URS)                       | Galina Yenyuchina (URS)                   | Isabelle Gautheron (FRA)                  |
| 1990    | Connie Paraskevin-Young (USA)             | Renee Duprel (USA)                        | Rita Razmaitė (URS)                       |
| 1991    | Ingrid Haringa (NED)                      | Annett Neumann (GER)                      | Connie Paraskevin-Young (USA)             |
| 1992    | Épreuve remplacée par les Jeux olympiques | Épreuve remplacée par les Jeux olympiques | Épreuve remplacée par les Jeux olympiques |
| 1993    | Tanya Dubnicoff (CAN)                     | Ingrid Haringa (NED)                      | Nathalie Even (FRA)                       |
| 1994    | Galina Yenyuchina (RUS)                   | Félicia Ballanger (FRA)                   | Oksana Grishina (RUS)                     |
| 1995    | Félicia Ballanger (FRA)                   | Olga Slioussareva (RUS)                   | Erika Salumäe (EST)                       |
| 1996    | Félicia Ballanger (FRA)                   | Annett Neumann (GER)                      | Magali Faure (FRA)                        |
| 1997    | Félicia Ballanger (FRA)                   | Michelle Ferris (AUS)                     | Oksana Grishina (RUS)                     |
| 1998    | Félicia Ballanger (FRA)                   | Michelle Ferris (AUS)                     | Tanya Dubnicoff (CAN)                     |
| 1999    | Félicia Ballanger (FRA)                   | Michelle Ferris (AUS)                     | Tanya Dubnicoff (CAN)                     |
| 2000    | Natallia Markovnichenko (BLR)             | Lori-Ann Muenzer (CAN)                    | Katrin Meinke (GER)                       |
| 2001    | Svetlana Grankovskaya (RUS)               | Tammy Thomas (USA)                        | Lori-Ann Muenzer (CAN)                    |
| 2002    | Natallia Tsylinskaya (BLR)                | Kerrie Meares (AUS)                       | Katrin Meinke (GER)                       |
| 2003    | Svetlana Grankovskaya (RUS)               | Natallia Tsylinskaya (BLR)                | Nancy Contreras (MEX)                     |
| 2004    | Svetlana Grankovskaya (RUS)               | Anna Meares (AUS)                         | Lori-Ann Muenzer (CAN)                    |
| 2005    | Victoria Pendleton (GBR)                  | Tamilla Abassova (RUS)                    | Anna Meares (AUS)                         |
| 2006    | Natallia Tsylinskaya (BLR)                | Victoria Pendleton (GBR)                  | Guo Shuang (CHN)                          |
| 2007    | Victoria Pendleton (GBR)                  | Guo Shuang (CHN)                          | Anna Meares (AUS)                         |
| 2008    | Victoria Pendleton (GBR)                  | Simona Krupeckaitė (LTU)                  | Jennie Reed (USA)                         |
| 2009    | Victoria Pendleton (GBR)                  | Willy Kanis (NED)                         | Simona Krupeckaitė (LTU)                  |
| 2010    | Victoria Pendleton (GBR)                  | Guo Shuang (CHN)                          | Simona Krupeckaitė (LTU)                  |
| 2011    | Anna Meares (AUS)                         | Simona Krupeckaitė (LTU)                  | Victoria Pendleton (GBR)                  |
| 2012    | Victoria Pendleton (GBR)                  | Simona Krupeckaitė (LTU)                  | Anna Meares (AUS)                         |
| 2013    | Rebecca James (GBR)                       | Kristina Vogel (GER)                      | Lee Wai-sze (HKG)                         |
| 2014    | Kristina Vogel (GER)                      | Zhong Tianshi (CHN)                       | Lin Junhong (CHN)                         |
| 2015    | Kristina Vogel (GER)                      | Elis Ligtlee (NED)                        | Zhong Tianshi (CHN)                       |
| 2016    | Zhong Tianshi (CHN)                       | Lin Junhong (CHN)                         | Kristina Vogel (GER)                      |
| 2017    | Kristina Vogel (GER)                      | Stephanie Morton (AUS)                    | Lee Wai-sze (HKG)                         |
| 2018    | Kristina Vogel (GER)                      | Stephanie Morton (AUS)                    | Pauline Grabosch (GER)                    |
| 2019    | Lee Wai-sze (HKG)                         | Stephanie Morton (AUS)                    | Mathilde Gros (FRA)                       |
| 2020    | Emma Hinze (GER)                          | Anastasiia Voinova (RUS)                  | Lee Wai-sze (HKG)                         |
| 2021    | Emma Hinze (GER)                          | Lea Sophie Friedrich (GER)                | Kelsey Mitchell (CAN)                     |
| 2022    | Mathilde Gros (FRA)                       | Lea Sophie Friedrich (GER)                | Emma Hinze (GER)                          |
| 2023    | Emma Finucane (GBR)                       | Lea Sophie Friedrich (GER)                | Ellesse Andrews (NZL)                     |
| 2024    | Emma Finucane (GBR)                       | Hetty van de Wouw (NED)                   | Mina Sato (JPN)                           |

## Bilan
| Rang | Cycliste              | Pays             | Médaille d'or, Coupe du Monde | Médaille d'argent, Coupe du Monde | Médaille de bronze, Coupe du Monde | Total |
| ---- | --------------------- | ---------------- | ----------------------------- | --------------------------------- | ---------------------------------- | ----- |
| 1    | Galina Ermolaeva      | Union soviétique | 6                             | 5                                 | 3                                  | 14    |
| 2    | Victoria Pendleton    | Grande-Bretagne  | 6                             | 1                                 | 1                                  | 8     |
| 2    | Galina Tsareva        | Union soviétique | 6                             | 1                                 | 1                                  | 8     |
| 4    | Félicia Ballanger     | France           | 5                             | 1                                 | 0                                  | 6     |
| 5    | Connie Paraskevin     | États-Unis       | 4                             | 1                                 | 3                                  | 8     |
| 6    | Kristina Vogel        | Allemagne        | 4                             | 1                                 | 1                                  | 6     |
| 7    | Sheila Young          | États-Unis       | 3                             | 1                                 | 2                                  | 6     |
| 8    | Valentina Savina      | Union soviétique | 3                             | 1                                 | 1                                  | 5     |
| 9    | Natallia Tsylinskaya  | Biélorussie      | 3                             | 1                                 | 0                                  | 4     |
| 10   | Svetlana Grankovskaya | Russie           | 3                             | 0                                 | 0                                  | 3     |

| Rang  | Pays               | Médaille d'or, Coupe du Monde | Médaille d'argent, Coupe du Monde | Médaille de bronze, Coupe du Monde | Total |
| ----- | ------------------ | ----------------------------- | --------------------------------- | ---------------------------------- | ----- |
| 1     | Union soviétique   | 21                            | 18                                | 9                                  | 48    |
| 2     | États-Unis         | 9                             | 8                                 | 7                                  | 24    |
| 3     | Grande-Bretagne    | 9                             | 1                                 | 6                                  | 16    |
| 4     | France             | 7                             | 1                                 | 6                                  | 14    |
| 5     | Allemagne          | 6                             | 7                                 | 8                                  | 21    |
| 6     | Russie             | 4                             | 3                                 | 2                                  | 9     |
| 7     | Biélorussie        | 3                             | 1                                 | 0                                  | 4     |
| 8     | Australie          | 1                             | 8                                 | 3                                  | 12    |
| 9     | Pays-Bas           | 1                             | 6                                 | 0                                  | 7     |
| 10    | Chine              | 1                             | 4                                 | 3                                  | 8     |
| 11    | Canada             | 1                             | 1                                 | 5                                  | 7     |
| 12    | Allemagne de l'Est | 1                             | 1                                 | 2                                  | 4     |
| 13    | Hong Kong          | 1                             | 0                                 | 3                                  | 4     |
| 14    | Lituanie           | 0                             | 3                                 | 2                                  | 5     |
| 15    | Tchécoslovaquie    | 0                             | 2                                 | 4                                  | 6     |
| 16    | Belgique           | 0                             | 1                                 | 0                                  | 1     |
| 17    | Estonie            | 0                             | 0                                 | 1                                  | 1     |
| 17    | Corée du Nord      | 0                             | 0                                 | 1                                  | 1     |
| 17    | Japon              | 0                             | 0                                 | 1                                  | 1     |
| 17    | Mexique            | 0                             | 0                                 | 1                                  | 1     |
| 17    | Nouvelle-Zélande   | 0                             | 0                                 | 1                                  | 1     |
| Total | Total              | 65                            | 65                                | 65                                 | 195   |